# His Master’s Voice
Хиз Мастерс Войс (англ. His Master’s Voice, сокр. HMV, букв. «Голос его хозяина») — британская торговая марка, на которой изображена собака, слушающая граммофон.
Уже больше ста лет использовалась и продолжает использоваться в музыкальном бизнесе. Считается одной из самой известных торговых марок в мире. Основой для неё послужила одноимённая картина английского художника Фрэнсиса Барро (англ. Francis Barraud), на которой тот изобразил собаку своего покойного брата Марка Бэрроу по кличке Ниппер
.
Картина изначально была зарисовкой сцены, которую застал Фрэнсис, когда прослушивал на фонографе записи Марка, оставшиеся Фрэнсису вместе с Ниппером — пёс необычайно заинтересовался звуками голоса своего умершего хозяина, и Фрэнсис это зарисовал. Так что в оригинале на картине был изображён именно фонограф. Но ни одной фирме-производителю фонографов продать картину не удалось, зато её согласился купить основатель компании Gramophone в Англии Уильям Барри Оуэн, при условии, что автор заменит изображённый на ней фонограф граммофоном.